# Рідкомозаїчна модель
Рідкомозаїчна модель — це модель структури клітинної мембрани. Ця модель, запропонована 1972 р. Д. Сінгером та Г. Ніколсоном й відома також як модель Сінгера-Ніколсона, припускає, що клітинна мембрана складається з подвійного ліпідного шару, в який занурені молекули протеїнів, що забезпечують виконання значної частини типових функцій мембрани.
Внаслідок рідиноподібності ліпідів, що утворюють мембрану, занурені в ліпідний шар протеїни є досить рухливими. Початкову модель, що передбачала випадковий розподіл протеїнів та їхнє вільне переміщення, згодом було переглянуто (Сімон та Іконен, 1997) на користь моделі мембрани, всередині подвійного ліпідного шару якої є менш рідкі ділянки, що містять сфінголіпіди та холестерол і беруть участь в утворенні міжклітинних сигналів для накопичення специфічних протеїнів. Крім того, рухливість протеїнів може бути обмежена протеїн-протеїновими чи протеїн-ліпідними зв'язками або взаємодією протеїнів із цитоскелетом, міжклітинним матриксом чи суміжними клітинами.